# Gustav Uhlig
Gustav Uhlig (Gliwice, 9 luglio 1838 – Kowary, 14 giugno 1914) è stato un filologo classico e educatore tedesco.

## Biografia
Fu il padre del geografo Carl Uhlig (1872-1938); studiò filologia classica presso le università di Bonn e Berlino e dal 1866 lavorò come insegnante presso il ginnasio del cantone di Aarau. Nel 1869 divenne professore associato di filologia classica presso l'Università di Zurigo, poi intorno al 1872 fu nominato direttore del ginnasio di Heidelberg, dove divenne anche professore onorario.
Durante la sua carriera viaggiò ampiamente in tutta Europa, compiendo viaggi educativi in Italia (1869), Grecia (1870), Francia, Regno Unito, Paesi Bassi (1874), Svezia, Norvegia (1887) e Danimarca (1888).

## Opere
- Apollonianarum specimen, Schade, Berlino, 1862.
- Wiederherstellung des ältesten occidentalischen Compendiums der Grammatik, Mohr, Tubinga, 1882.
- Thracis ars grammatica, qualem exemplaria vetustissima exhibent (con Adalbert Merx, Lipsia, 1883).
- Stundenpläne für Gymnasien und Realgymnasien in den bedeutendsten Staaten Deutschlands, Carl Winter, Heidelberg, 1891.
- Einheitsschule mit lateinlosem Unterbau, Carl Winter, Heidelberg, 1892.
- Apollonii Dyscoli de constructione libri quattuor (1910).
- Die Entwicklung des Kampfes gegen das Gymnasium (1910).[3][4]